# Мундлос, Уве
У́ве Му́ндлос (нем. Uwe Mundlos; 11 августа 1973 года, Йена, ГДР — 4 ноября 2011 года, Айзенах, Германия) — немецкий неонацист, правоэкстремистский террорист, предполагаемый убийца и участник праворадикальной террористической группировки «Национал-социалистическое подполье».

## Биография
Уве Мундлос родился 11 августа 1973 года в городе Йена. Его мать была продавщицей, а отец Зигфрид Мундлос был  математиком в университете Йены, а с начала 90-х — профессор информатики Университета прикладных наук в Йене.
Уве Мундлос был членом пионерской организации имени Эрнста Тельмана  и Союза свободной немецкой молодёжи ГДР. К лету 1989 года учился в политехнической средней школе имени Магнуса Позера. Оставил школу после 10 класса. Позднее попытался поступить в институт «Ильменау-колледж».
В 1991 году Мундлос присоединяется к молодёжному клубу «Винцерклан» в йенском районе Винцерла, где регулярно встречается Уве Бёнхардтом и Беатой Цшепе. В 1993 году из-за радикальных политических взглядов Цшепе, Бёнхардту и Мундлосу был запрещен доступ в клуб. Позднее Цшепе, Бёнхардт и Мундлос присоединились к Йенскому братству «Тюрингской защиты родины», созданной в 1996 году на основе организации «Анти-антифа». В «Йенском братстве» Мундлос исполнял обязанности заместителя лидера ячейки.
В 1994—1995 годах Уве Мундлос проходил обязательную военную службу в Бундесвере. Во время службы продолжил экстремистскую деятельность: пение правых песен, ношение при себе собственной визитной карточки с изображением Адольфа Гитлера и изображения Рудольфа Гесса. По этой причине командир его роты запросил разрешения на дисциплинарный арест Мундлоса в течение 7 дней. Уве Мундлос был взят под стражу, офицеры обыскали его квартиру и обнаружили 15 записей правой музыки и брошюры НДПГ. Это не было признано уголовным преступлением и его арест был отменён. Несмотря на антиконституционную деятельность Мундлос получал повышение по службе в Бундесвере.
С середины 90-х годов Уве Мундлос, Уве Бёнхардт и Беате Цшепе занимались неонацистской деятельностью. По подозрению к причастности к деятельности правых экстремистов, 26 января 1998 года, в домах Мундлоса, Бёнхардта и Цшепе и в одном арендованном гараже в Йене были проведены обыски. Были обнаружены четыре самодельные бомбы, 1,4 кг тротила и нацистский пропагандистский материал. 28 января был выдан ордер на их арест.
За два дня до выдачи ордера Мундлос, Бёнхардт и Цшепе скрылись. В это же время они создают группировку «Национал-социалистическое подполье». Предполагается, что в период с 9 сентября 2000 года по 27 апреля 2007 года Уве Мундлос и Уве Бёнхардт совершили 10 убийств, 9 июня 2004 совершили теракт на Койпштрассе в турецком районе Кёльна, в результате которого были ранены 22 человека, а также в период между 6 октября 1999 года и 4 ноября 2011 года они совершили 14 ограблений банков в городах Хемниц, Цвиккау, Штральзунд, Арнштадт и Айзенах.
4 ноября 2011 года, в половине десятого утра Уве Мундлос и Уве Бёнхардт подъехали на мотоциклах к отделению «Вартбург-шпаркассе» на Нордплатц в Айзенахе. Войдя в масках в помещение банка, они ударили служащего пистолетом по голове и забрали 70 000 евро. После ограбления они были замечены случайным прохожим и полиция вышла на их след. После короткой перестрелки со спецназом Мундлос застрелил Бёнхардта, потом поджёг трейлер и покончил жизнь самоубийством.